# Sail Mohamed
Sail Mohamed Ameriane ben Amerzaine (14. října 1894, Kabylie, Francouzské Alžírsko – duben 1953) byl alžírský a francouzský anarchista bojující ve Španělské občanské válce. Francouzský spisovatel Jacques Prévert mu věnoval báseň.
Sloužil ve Francouzské koloniální armádě. Byl zatčen za neposlušnost a dezerci během 1. světové války. Po propuštění se přestěhoval do Francie, kde se stal aktivním členem Anarchistických odborů a Konfederace revolučních odborů (CGT-SR). V roce 1923, společně se svým přítelem Slimanem Kioanem, založil Výbor pro obranu původních původních Alžířanů, jedno z prvních osvobozeneckých hnutí ve Francouzské Severní Africe.
Byl zapřisáhlým anti-stalinistou, odmítající pomoc Mezinárodní rudé pomoci, přední organizace Francouzské komunistické strany, když byl stíhaný francouzskými vládními orgány za antimilitaristické smýšlení.
V roce 1936 sloužil v Rotě Sébastiena Faurea, francouzsky mluvící sekci Durrutiho kolony, bojující proti frankistickému režimu ve Španělsku. V březnu 1936 se stal hlavním delegátem zahraničních skupin. V listopadu téhož roku byl zraněn. Do Francie se dostal v prosinci, po napsání mnoha dopisů o anarchistickém hnutí ve Španělsku. Jakmile byl toho schopný, začal se účastnit konferencí organizovaných Anarchistickými odbory, kde prosazoval realizaci španělské revoluce.